# Liste der Pfarren im Stadtdekanat 11 (Erzdiözese Wien)
Das Stadtdekanat 11 ist ein Dekanat im Vikariat Wien Stadt der römisch-katholischen Erzdiözese Wien.

## Pfarren mit Kirchengebäuden und Kapellen
| Pfarre                                                 | Teilgemeinden                      | Seit          | Patrozinium                | Kirchengebäude und Kapellen |                                        |
| ------------------------------------------------------ | ---------------------------------- | ------------- | -------------------------- | --- | -------------------------------------- |
| Altsimmering                                           |                                    | nach 1469     | St. Laurenz                | Pfarrkirche: Pfarrkirche Altsimmering Seelsorgezentrum St. Josef auf der Haide, Kapelle zur schmerzhaften Muttergottes                                                                       | Pfarrkirche Altsimmering               |
| Hl. Klemens Maria Hofbauer                             |                                    | 1974          | St. Klemens Maria Hofbauer | Pfarrkirche: Pfarrkirche St. Klemens | Pfarrkirche St. Klemens Maria Hofbauer |
| Kaiserebersdorf                                        |                                    | vor 1353      | St. Peter und Paul         | Pfarrkirche: Pfarrkirche Kaiserebersdorf Kapelle Maria Königin des Himmels in der Justizanstalt Wien Simmering                                                                               | Pfarrkirche Kaiserebersdorf            |
| St. Benedikt – Am Leberberg                            |                                    | 1998          | St. Benedikt               | Pfarrkirche: Pfarrkirche St. Benedikt am Leberberg | Pfarrkirche St. Benedikt am Leberberg  |
| Zur Göttlichen Liebe (bis 31. März 2018: Neusimmering) | Hasenleiten Neusimmering St. Lukas | 1915 neu 2018 | Göttliche Liebe            | Pfarrkirche: Pfarrkirche Neusimmering Filialkirche Hasenleiten, Filialkirche St. Lukas, Friedhofskirche zum heiligen Karl Borromäus am Zentralfriedhof, Rafaelskapelle im Kloster St. Rafael | Neusimmeringer Pfarrkirche             |

Zur ehemaligen Pfarre Hasenleiten (1944–2018) siehe Pfarrkirche Hasenleiten.

Zur ehemaligen Pfarre St. Lukas (1990–2018) siehe St. Lukas (Wien).

## Stadtdekanat 11
Das Stadtdekanat umfasst fünf Pfarren im 11. Wiener Gemeindebezirk Simmering.

### Diözesaner Entwicklungsprozess
Am 29. November 2015 wurden für alle Pfarren der Erzdiözese Wien Entwicklungsräume definiert. Die Pfarren sollen in den Entwicklungsräumen stärker zusammenarbeiten, Pfarrverbände oder Seelsorgeräume bilden. Am Ende des Prozesses sollen aus den Entwicklungsräumen neue Pfarren entstehen. Im Stadtdekanat 11 wurden folgende Entwicklungsräume festgelegt:
- Hl. Klemens Maria Hofbauer, Kaiserebersdorf und St. Benedikt – Am Leberberg
- Altsimmering, Hasenleiten, Neusimmering und St. Lukas
  - Subeinheit 1: Altsimmering
  - Subeinheit 2: Hasenleiten, Neusimmering und St. Lukas (seit April 2018 Pfarre Zur Göttlichen Liebe)

### Dechanten
- 1945–1956 Franz Schadulek, Stadtdechant (Stadtdekanat II) für den III. und XI. Bezirk
- 1956–1971 Erwin Hesse, Stadtdechant (Stadtdekanat II) für den III. und XI. Bezirk